# Postdigitale
Postdigitale o post-digitale (dall'inglese postdigital) è un termine utilizzato in ambito artistico, filosofico, antropologico e nelle scienze sociali per indicare i rapporti mutevoli che l'uomo ha con le tecnologie digitali e l'arte.

## Premesse
L'approccio di fronte a ciò che è postdigitale venne anticipato da Mark Weiser sul suo The Computer for the 21. Century (1991):

Tali premesse verranno ulteriormente messe a frutto da Nicholas Negroponte che, in un articolo di Wired intitolato Beyond Digital (1998), descrive gli approcci che si hanno di fronte a ciò che è "post-digitale", ovvero "globale, grande e piccolo, primario, uguale, sub-territoriale". Negroponte sposta l'attenzione del discorso sui media digitali a una visione più antropologica della vita reale e al relativo assorbimento delle possibilità dell'elaborazione dell'informazione digitale nella vita di tutti i giorni:

## Musica e arte
La parola "postdigitale venne utilizzata per la prima volta nel trattato accademico The Aesthetics of Failure: 'Post-Digital' Tendencies in Contemporary Computer Music (2000) di Kim Cascone, che prese a modello i sopracitati concetti sviluppati da Negroponte. Nel suo articolo, Cascone approfondisce il discorso sulla musica glitch, che sfrutta intenzionalmente degli errori dell'elaborazione dei dati digitali, e la cosiddetta microsound. Cascone sostiene che, con lo svilupparsi dell'e-business, nel quale "la lanugine digitale viene lanciata sul mercato nella produzione di massa per gigabyte [...] il mezzo della tecnologia digitale ha meno fascino per i compositori di per sé". Se si esamina il paradigma testuale del consenso, ci si trova di fronte a un bivio: o la società “postdigitale” ha un significato che gli appartiene di natura o, altrimenti, essa sarebbe da considerare contestualizzata in un paradigma di consenso che comprende l’arte come una totalità. L'artista telematico Roy Ascott ritiene che l'approccio con la realtà sia diverso fra ciò che è digitale e ciò che è postdigitale. Nel suo The Future of Art in a Postdigital Age (2011), Mel Alexenberg definisce l'arte post-digitale prendendo a modello diverse opere che fanno appello all'umanizzazione delle tecnologie digitali "attraverso un gioco di sistemi digitali, biologici, culturali e spirituali [...]" e attraverso collaborazioni in cui il ruolo dell'artista viene ridefinito. Su Art after Technology, Maurice Benayoun esamina i possibili sviluppi dell'arte post-digitale; egli afferma che il diffondersi delle tecnologie digitali ha cambiato l'intero panorama sociale, economico e artistico, e sostiene che gli artisti opereranno in modi che cercheranno di sfuggire alla tecnologia senza però poterla abbandonare del tutto. Pertanto, sempre secondo 
Benayoun, emergeranno nuove forme artistiche grazie alle tecnologie digitali, spaziando dal low-tech, alla biotecnologia fino alla cosiddetta "fusione critica" (“una modalità di azione basata su situazioni in cui finzione e realtà, vita e spettacolo, virtuale e reale interferiscono per rendere visibili le artificiosità del quotidiano”).

## Filosofia
Durante gli ultimi decenni, la percezione del post-digitale si è sviluppata sempre di più in termini di descrizione del comportamento creativo nei confronti dell'era dei computer. Nel 2002, Giorgio Agamben definì i nuovi paradigmi come le cose attraverso le quali pensiamo piuttosto che le cose che pensiamo. Pertanto, il post-digitale tenterebbe di esplorare le conseguenze del digitale, e non indicherebbe una vita dopo il digitale. Laddove l'era dei computer ha fatto progredire le persone con protesi invitanti e inquietanti, il post-digitale può creare un paradigma con cui è possibile comprendere questo progresso.